# Путь вниз
«Путь вниз» (англ. The Shrinking Man «Сжимающийся человек», также известен как «Невероятный уменьшающийся человек», «Невероятно уменьшающийся человек») — фантастический роман американского писателя Ричарда Мэтисона, в центре сюжета которого — жизнь мужчины, который постоянно уменьшается в размерах, претерпевая драматический разрыв с миром людей и в итоге погружаясь в микромир. Роман вышел в 1956 году и уже на следующий год был экранизирован по сценарию самого автора («Невероятно уменьшающийся человек»); позже появилась пародийная экранизация («Невероятно уменьшившаяся женщина»). В некоторых изданиях, вышедших после фильма, роман имеет такое же название, как фильм (The Incredible Shrinking Man).
В русском переводе впервые опубликован в 1993 году под названием «Путь вниз», в дальнейшем издавался и как «Невероятный уменьшающийся человек».

## Сюжет
Повествование ведётся от лица Скотта Кэрри, который внезапно обнаруживает, что он начал уменьшаться в размерах со скоростью одна седьмая часть дюйма в день. Обращение ко врачам ничего не даёт: как удаётся установить, причиной начавшегося процесса уменьшения стало случайное совмещение двух воздействий: радиоактивных капель, которые попали на Скотта во время катания на яхте в море, и распыление инсектицида, с которым он столкнулся в городе. Хотя со временем врачам удаётся разработать препарат-антитоксин, он не оказывает на Скотта влияния.

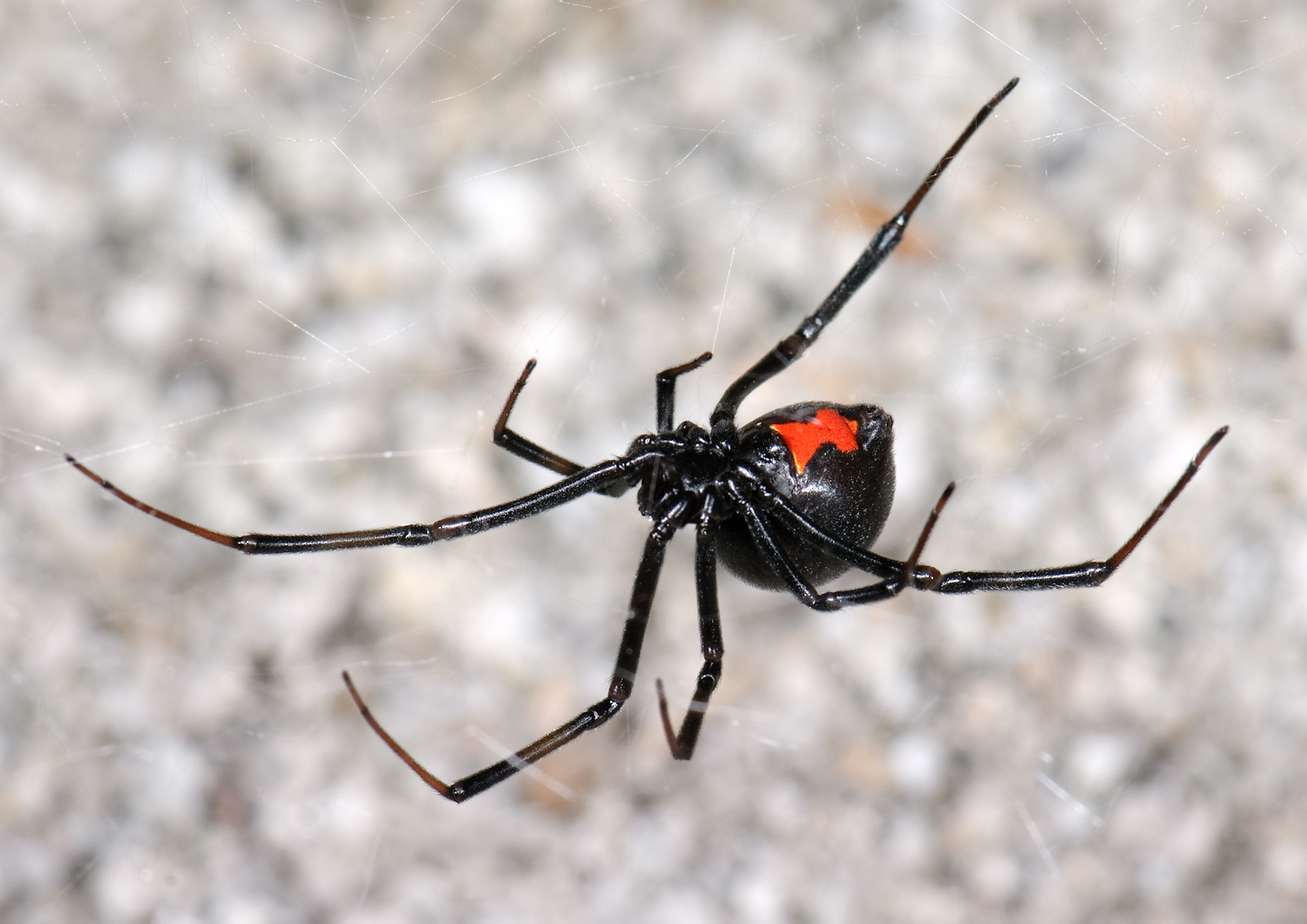
Паук «чёрная вдова»

Рассказ ведётся в двух временных планах. Основная линия повествования начинается, когда Скотт уже стал менее дюйма ростом и ожидает, что через несколько дней он просто исчезнет. Он третий месяц живёт в подвале своего дома, куда попал, спасаясь от нападения воробья на улице. Его жена, вероятнее всего, считает, что Скотт давно погиб. В подвале Скотту приходится с большим трудом добывать пищу и воду, преодолевая огромные для него расстояния и постоянно опасаясь встречи с пауком, чёрной вдовой, который давно охотится за ним. В поисках еды Скотт забирается на холодильник, на котором должна оставаться пачка печенья, однако оказывается, что печенье промокло и почти всё испортилось. Из-за уменьшения роста он со временем не может больше пить воду из напёрстка, куда вода капает из протекающего насоса, и Скотту приходится забираться внутрь садового шланга, где остаётся вода.
Параллельно описывается жизнь Скотта на протяжении последних месяцев: надежда на излечения и отчаяние от того, что оно оказалось невозможным; повышенное внимание и зачастую оскорбления и унижение со стороны людей на улице и журналистов, видящих в Скотте лишь забавного «уродца», отдаление от жены и дочери, которые из-за всё увеличивающейся разницы в размерах уже не могут общаться с ним; встреча с женщиной-лилипуткой в бродячем цирке, а также многочисленные опасности, которые появлялись при уменьшении: так, например, под Рождество Скотту, оставшемуся одному в комнате, приходится спасаться от кошки, и в итоге сквозняком его выносит в открывшуюся дверь на улицу, что и послужило причиной попадания в подвал.
Накануне своего последнего, как ему кажется, дня жизни, Скотт совершает смелую вылазку по направлению к логову паука, которого он убивает при помощи копья-булавки в длительной схватке. Далее Скотт становится свидетелем того, как его брат, а также жена и дочь выносят из подвала чемоданы, готовясь к переезду. Скотт пытается зацепиться за штанину брата, но тщетно. Позже ему, однако, удаётся вылезти через щель на улицу и уснуть на засохшем листочке. Проснувшись утром, Скотт с удивлением понимает, что он всё ещё жив и, более того, ему приходит в голову, что даже дальнейшее уменьшение не приведёт к его исчезновению: он просто переместился в микромир и будет теперь жить по его законам. Скотт устремляется навстречу дальнейшим приключениям в новом мире.

## История создания
В книге Стивена Кинга «Пляска смерти» приводится рассказ Мэтисона о работе над книгой. По словам автора, идея романа пришла ему в голову за несколько лет до его написания, когда он посмотрел «глупую комедию» с Рэем Милландом, Джейн Ваймен и Олдо Рэем: вот в одной сцене один герой случайно надел шляпу другого, и шляпа оказалась ему слишком велика: «И голос во мне спросил: „А что случится, если человек наденет свою шляпу, а будет то же самое?“ Так возникла идея». Роман был написан в подвале дома, который семья Мэтисона снимала в Лонг-Айленде: «Там стояло кресло-качалка, и каждое утро я с блокнотом и ручкой спускался в подвал и представлял себе, с чем сегодня столкнётся мой герой». Написание романа заняло примерно два с половиной месяца.

## Критика
Стивен Кинг в своей книге о жанре ужаса «Пляска смерти» посвящает роману Мэтисона отдельную главу, считая его важной вехой жанра. Он называет книгу «ещё одном романом-фэнтези, упакованным в оболочку научной фантастики», говоря, что «постоянное уменьшение человека со скоростью одна седьмая дюйма в день лежит за пределами любой научной фантастики». По словам Кинга, в Скотте Кэрри «мы видим один из наиболее вдохновенных и оригинальных символов того, как обесцениваются в современном обществе человеческие ценности»: «уменьшаясь, Скотт сохраняет суть своей индивидуальности, зато всё больше и больше утрачивает контроль над своим миром». Кинг заключает, что в целом роман «Невероятно уменьшающийся человек» — это «произведение на классическую тему выживания; здесь, в сущности, есть только один образ, и проблемы героя элементарны: пища, убежище, уничтожение Немезиды (дионисиевой силы в аполлониевом мире подвала Скотта)». В качестве сходных романов, которые он рекомендовал бы прочесть всем, Кинг наряду с романом Мэтисона называет «Шарф» Блоха, «Хоббит» Толкина и «Дикий» Бертона Руше.
Как и Кинг, сам Мэтисон признавал, что роман вряд ли можно отнести к «научной фантастике»: «Конечно, я кое-кого порасспрашивал и кое-что прочитал, но никакого разумного объяснения того, почему уменьшается Скотт Кери, не нашел. И сейчас я внутренне морщусь… что заставил его уменьшаться на одну седьмую дюйма в день, а не в геометрической прогрессии, и бояться падения с высоты, которое не могло причинить ему вреда».

## Адаптации и влияния
В 2015 году вышел комикс по роману, адаптированный Тэдом Адамсом и художником Марком Торресом.
В повести Стивена Кинга 2018 года «На подъёме» (Elevation) главного героя зовут так же, как героя романа Мэтисона, — Скотт Кэрри (Scott Carey). У Кинга Скотт Кэрри постоянно теряет в весе, хотя и остаётся на вид прежним. Посвящение этой повести звучит как «С мыслями о Ричарде Матесоне».